# ソマーデール

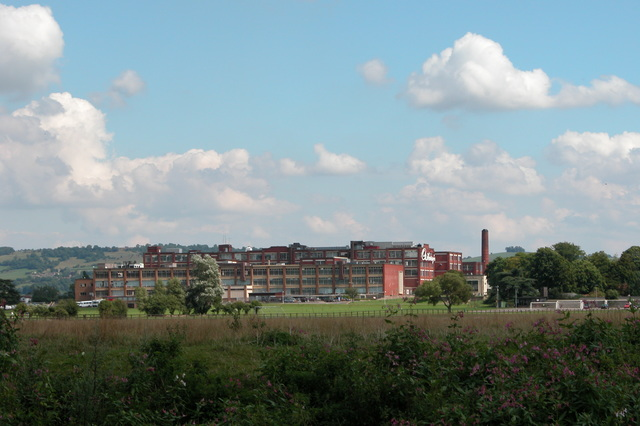
ケインシャムのソマーデール工場

ソマーデール（Somerdale）は、イングランド南西部、ブリストル近郊のケインシャム  （Keynsham）にあったチョコレート工場。長年キャドバリー社の製造施設があったが、もともとは、フライ家が最初に建設に着手し、ブリストル中心部にあった既存の各種施設を徐々に集積しながら拡張していったものであった。

## 歴史
第一次世界大戦後、1919年に、当時のキャドバリー・ブレザーズ社とJ・S・フライ・アンド・サンズの資本統合が完了した。この合併の結果、エグバート・キャドバリーがフライ社の経営に加わるようになった。エグバート・キャドバリーは、セシル・ロデリック・フライとともに、ユニオン・ストリート (Union Street) にあったフライ社の施設を経営しつつ、1923年に全国からの公募によって新たにソマーデール田園都市 (Somerdale Garden City) と呼ばれるようになった228-エーカー (0.92 km2) の緑地への移転事業を進めた。
経営者たちがクエーカーであったため、工場には従業員の社交のための施設が配慮されており、運動場や広大なリクリエーション競技場など、今日でもケインシャムの町で利用されている施設も整備された。この移転は11年がかけられ、近代的な新工場が建設されるのにつれて、徐々に生産が移されていった。移転の完了は1935年であった。最盛期のソマーデール工場には5,000人以上が勤務していた。工場には自前の発電所に加え、鉄道も引かれており、ケインシャム駅 (Keynsham railway station) の側線を経由してグレート・ウェスタン鉄道に接続されていた。第二次世界大戦中、チョコレートは配給体制の下で減産となり、工場の一部は転用され、ロールス・ロイスによって航空機用のマーリン・エンジンが生産された。

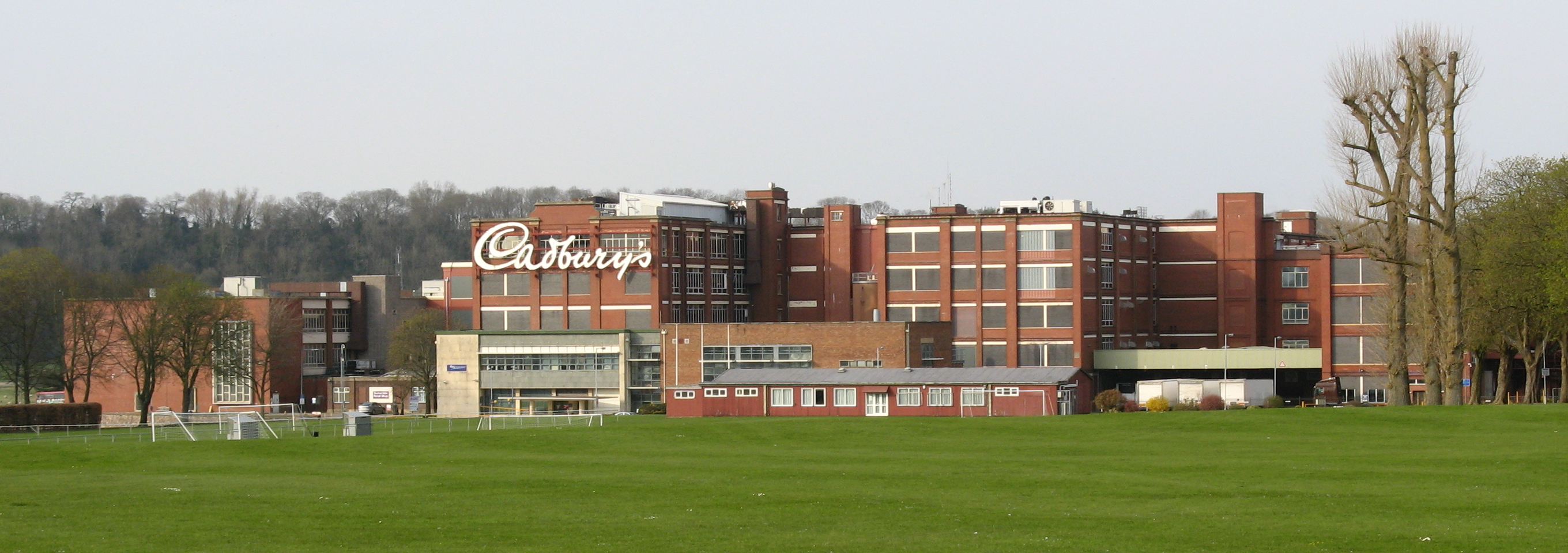
芝生の前庭から見たソマーデール工場

かつて、ケインシャムのキャドバリー工場では、フライズ・チョコレート・クリーム (Fry's Chocolate Cream)、ダブル・デッカー (Double Decker)、デイリー・ミルク (Dairy Milk)、チョコレート・バトンズ (Chocolate Buttons)、クリーム・エッグ (Creme Egg)とミニ・エッグ (Mini Egg)、キャドバリーズ・ファッジ (Cadbury's Fudge)、チョンプ (Chomp)、クランチー (Crunchie)などを生産していた。地元では「チョコレートの溶接工 (Chocolate Welders)」と渾名されていたキャドバリーの従業員たちの話では、クランチの製造機は、まっすぐ並べると、地球から月まで届いて戻ってくるほどの距離になるチョコレート・バーを毎週生産していたという。
2007年10月3日、キャドバリーは、2010年までにソマーデール工場を閉鎖し、これによって500人の雇用が失われるという計画を発表した。世界規模の市場における競争力を維持するため、生産活動はポーランドのスカルビミエルツ (Skarbimierz) の姉妹工場へと移された。工場閉鎖のもうひとつの理由は、この場所の地価が高くなったことにもあった。長期的には、緑地の多い敷地の用途見直しが行われ、ケインシャムで需要が高い住宅用地となりそうな見通しである。ワンズダイク選挙区選出の労働党議員ダン・ノリス (Dan Norris)は、「工場閉鎖のニュースは、労働者たちのみならず、ケインシャムの地域社会全体にとっても、厳しく、重い打撃だ。」と述べた。

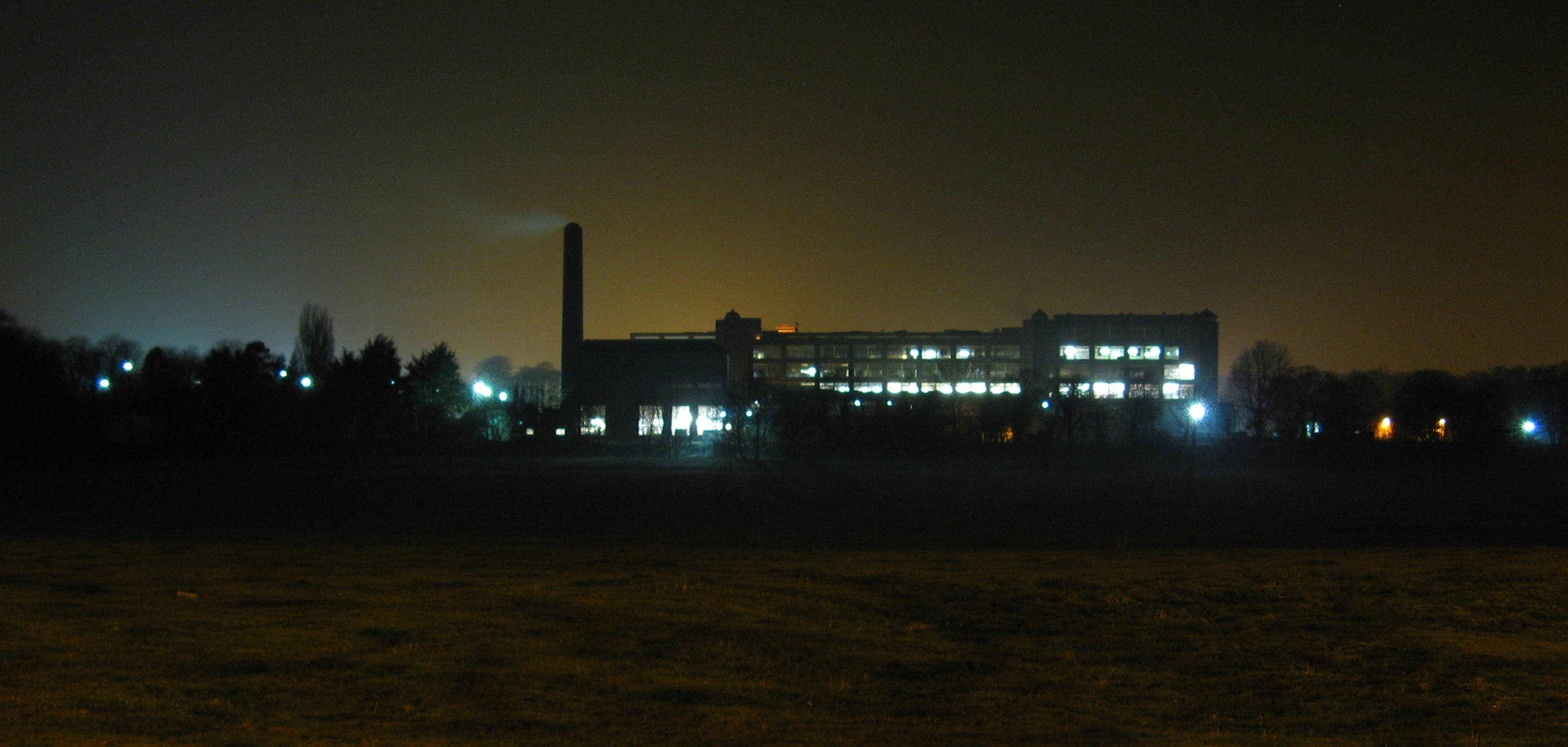
工場の夜景、操業最終月に撮影

2007年後半、ソマーデールのキャドバリー工場を救おうという運動が、広い層の支持を得て展開された。ある地元の住民はこの敷地を保全し、工場の歴史を守るために動くようイングリッシュ・ヘリテッジに働きかけをした。この運動は、上手く進んで、住宅地化のための土地の分譲と、かつてのソマーデール工場の施設の破壊を止めてほしい、という期待を受けていた
2010年2月、キャドバリーがクラフトフーヅによって買収され、工場閉鎖の2011年実施が確認され、この工場が生産を担っていたキャドバリー製品は、ポーランドのワルシャワに移されることとなった。ただし、すべてのキャドバリー製品の生産をイギリス国外へ出してしまうことはない，という約束もなされた。しかし、もともとクラフトフーヅは、キャドバリーの買収提案に際してソマーデール工場の維持を約束していたため、工場閉鎖はイギリスの世論から厳しく批判され、2010年3月16日には、議会での陳謝を余儀なくされた。工場は、2011年3月31日に閉鎖され、製造機器類はポーランドへ送られた。
2012年1月はじめ、220-エーカー (0.89 km2) の敷地を、ここに700戸の住宅と学校、保育園、レストラン、ホテルなどを建設する計画を作ったデベロッパーテイラー・ウィンペイ (Taylor Wimpey) に売却する契約が結ばれた。開発計画への許可を求めて公開諮問された計画によると、既存のスポーツ施設などは保存され、フライ・クラブ (Fry Club)が再建されることになっている。

## ローマ時代の住宅遺跡

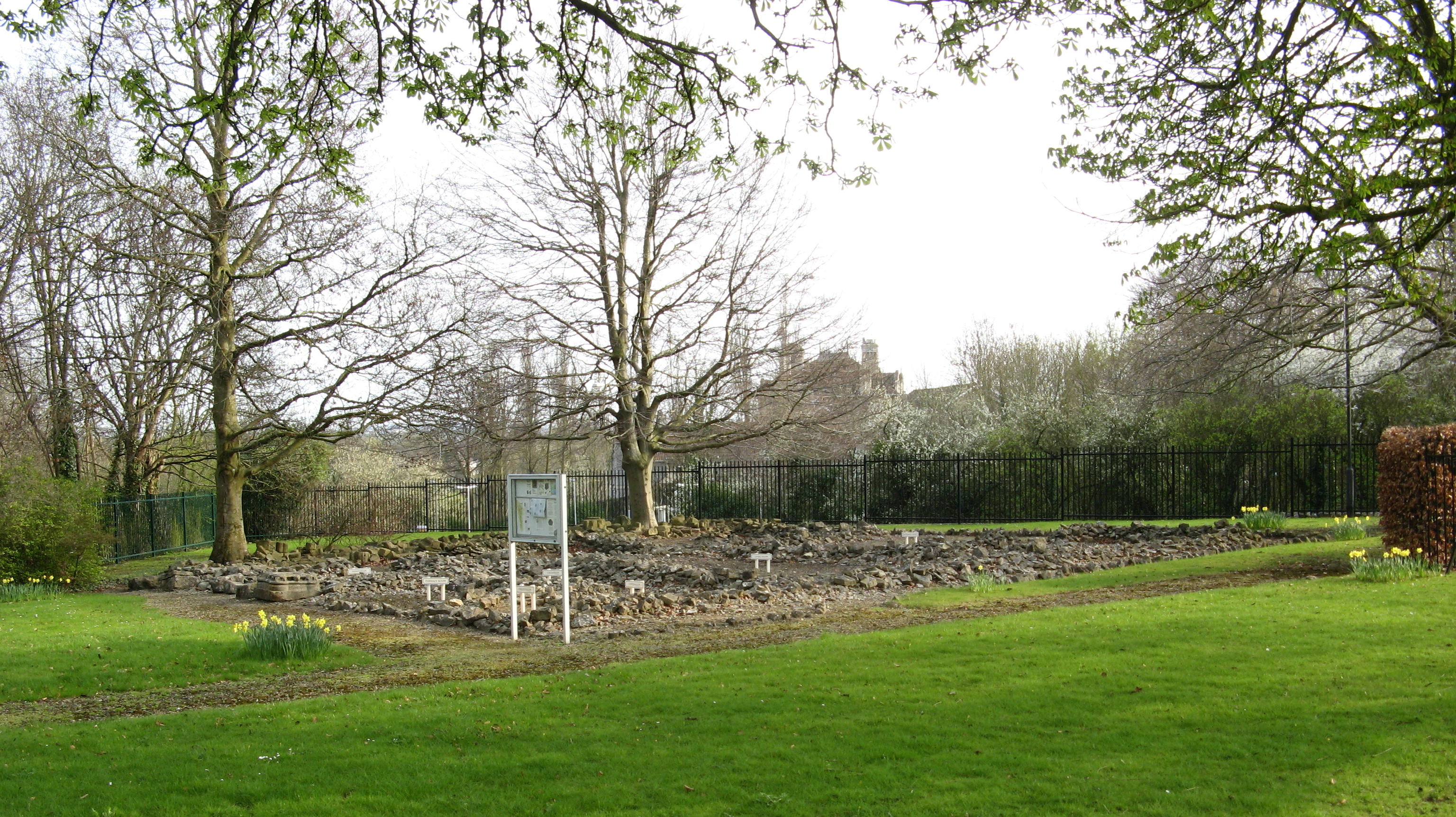
ソマーデールのローマン・ヴィラ

15メートル四方程度の小規模なローマ時代の住宅遺跡が、ソマーデール工場の敷地入口付近にあるが、これは1922年に、工場の建設中に発見され、現在の位置に移設されたものである。この発見の際には、石棺2基も発見されている
この遺跡は、1991年1月22日に、「ローマ時代の井戸」として重要文化財建築物(listed building)のグレード2に指定されている。